# NGC 1678
NGC 1678 este o galaxie lenticulară situată în constelația Orion. A fost descoperită în 1 februarie 1786 de către William Herschel. Se află la o distanță de 64,81 de megaparseci de Pământ.